# Andy Granda
Andy Granda (* 4. Februar 1992 in Matanzas) ist ein kubanischer Judoka. Er wurde 2022 Weltmeister im Schwergewicht.

## Sportliche Karriere
Andy Granda begann in der Gewichtsklasse bis 90 Kilogramm. 2014 wurde er Zweiter der Panamerikanischen Meisterschaften und der Zentralamerika- und Karibikspiele. Von 2015 bis 2017 trat er in der Gewichtsklasse bis 100 Kilogramm an. Er wurde 2015 und 2017 kubanischer Meister. Bei den Panamerikanischen Meisterschaften belegte Granda 2017 den zweiten Platz hinter seinem Landsmann José Armenteros. Nachdem Granda bei den Judo-Weltmeisterschaften 2017 im Achtelfinale ausgeschieden war, nahm er zwei Monate später auch an den Weltmeisterschaften in der offenen Klasse teil. Hier verlor er im Halbfinale gegen den Franzosen Teddy Riner. Im Kampf um eine Bronzemedaille traf er erneut auf einen Landsmann und unterlag Álex García.
Seit 2018 kämpft Granda in der Gewichtsklasse über 100 Kilogramm. 2018 wurde er Dritter der Panamerikanischen Meisterschaften und siegte bei den Zentralamerika- und Karibikspielen. Bei den Weltmeisterschaften in Baku schied er im Achtelfinale aus. 2019 wurde er erneut Dritter der Panamerikanischen Meisterschaften. Bei den Panamerikanischen Spielen in Lima bezwang er im Halbfinale den Brasilianer David Moura und im Finale den Venezolaner Pedro Pineda. 2020 gewann er erstmals bei den Panamerikanischen Meisterschaften, wobei er im Finale den Brasilianer Rafael Silva bezwang. Bei den Weltmeisterschaften in Budapest schied Granda in der ersten Runde gegen Silva aus. Bei den 2021 ausgetragenen Olympischen Spielen in Tokio verlor Granda in seinem Auftaktkampf gegen den Tadschiken Temur Rahimow.
2022 gewann Granda erneut bei den Panamerikanischen Meisterschaften, wie 2020 bezwang er im Finale den Brasilianer Rafael Silva. Im Oktober 2022 besiegte Granda bei den Weltmeisterschaften in Taschkent im Viertelfinale den Georgier Guram Tuschischwili und im Halbfinale den Niederländer Roy Meyer. Den Weltmeistertitel gewann Granda durch einen Finalsieg über den Japaner Tatsuru Saitō.
Bei den Weltmeisterschaften 2023 in Doha belegte Granda den siebten Platz, nachdem er in der Hoffnungsrunde gegen Rafael Silva verloren hatte. Im Finale der Panamerikanischen Meisterschaften besiegte er 2023 Rafael Silva. Bei den Panamerikanischen Spielen in Santiago bezwang er Silva schon im Viertelfinale. Im Kampf um Gold siegte er gegen den Chilenen Francisco Solis. Im Mannschaftswettbewerb trafen die Kubaner im Finale auf das brasilianische Team. Erneut konnte Granda Silva bezwingen und die Kubaner gewannen Gold. Im April 2024 siegte Granda im Finale der Panamerikanischen Meisterschaften einmal mehr gegen Rafael Silva. Einen Monat später bei den Weltmeisterschaften in Abu Dhabi unterlag Granda im Viertelfinale dem Tschechen Lukáš Krpálek. Den Kampf um Bronze verlor Granda gegen den Usbeken Alisher Yusupov. Bei den Olympischen Spielen 2024 in Paris verlor Granda im Viertelfinale gegen den Japaner Tatsuru Saitō. Mit einem Sieg über Uşangi Kokauri aus Aserbaidschan erreichte Granda den Kampf um Bronze, den er gegen Temur Rahimow verlor.